# Tulbaghieae
Tulbaghieae es una tribu perteneciente a la subfamilia Allioideae de la familia de las amarilidáceas. Comprende un solo género, Tulbaghia, que se distribuye en Sudáfrica. Presenta plantas rizomatosas, con cortas láminas foliares. Las flores presentan brácteas, la corola es fuertemente connada y exhiben una corona masiva. Los estambres son sésiles (no poseen filamento) y se hallan adnatos a la corola. Presentan de dos a muchos óvulos por carpelo. Las semillas son más o menos aplanadas. El número cromosómico básico es x=6.